# ES Béni Khalled
ES Béni Khalled, właśc. Étoile Sportive de Béni Khalled – tunezyjski klub piłkarski z siedzibą w Béni Khalled.

## Historia
Klub został założony w 1946. W sezonie 1993/1994 zadebiutował w rozgrywkach pierwszej ligi, spadł jednak wówczas do drugiej ligi.

### Historia występów w pierwszej lidze
| Sezon   | Liga               | Miejsce      |
| ------- | ------------------ | ------------ |
| 1993/94 | Division Nationale | 13. (spadek) |
| 1998/99 | Division Nationale | 16. (spadek) |
| 2003/04 | Ligue I            | 11.          |
| 2004/05 | Ligue I            | 13. (spadek) |
| 2011/12 | Ligue I            | 16. (spadek) |

## Reprezentanci kraju grający w klubie
stan na grudzień 2023
|  | - Saddam Ben Aziza - Nader Ouerda - Makram Tajouri |